# Percy Addison Chapman
Percy Addison Chapman (* 12. September 1889 in Plainfield, New Jersey; † 19. September 1937 im Atlantik auf der Queen Mary) war ein US-amerikanischer Romanist und Hochschullehrer.

## Leben und Wirken
Percy A. Chapman, Sohn von George Addison Chapman und Hannah R. Bute Chapman, studierte moderne Sprachen an der Princeton University und erwarb den Bachelor of Letters als jüngster Absolvent des Jahrgangs 1909. Ein Jahr später graduierte er mit dem Master of Arts. Ab 1913 lehrte er französische Literaturgeschichte in Princeton; der Hispanist Raymond S. Willis zählt ihn zur frühen „Generation hervorragender Lehrer und Wissenschaftler“ an der 1904 von Woodrow Wilson geschaffenen Fakultät für Romanische Philologie.
Chapman trat im März 1917 in die United States Army ein und diente im Ersten Weltkrieg in der 29th Infantry Division der American Expeditionary Forces (AEF), zuletzt im Rang eines Hauptmanns. Für Tapferkeit im Gefecht während der Maas-Argonnen-Offensive wurde er mit dem französischen Croix de guerre ausgezeichnet.
Chapman starb im Alter von 48 Jahren an einem Herzinfarkt an Bord der Queen Mary auf einer Atlantiküberfahrt nach New York. Zum Zeitpunkt seines Todes war er Associate Professor für moderne Sprachen. Den Trauerfeierlichkeiten vor seiner Beisetzung auf dem Hillside Cemetary in Plainfield wohnten 400 Personen bei.
Chapman heiratete 1920 die Französin Marthe Simon in der Kirche St-Étienne-du-Mont in Paris, wo im folgenden Jahr sein ältester Sohn Christian George Chapman († 2016) geboren wurde, der ein dekorierter Jagdflieger der Forces aériennes françaises libres war und nach dem Zweiten Weltkrieg im diplomatischen Corps der Vereinigten Staaten diente. Das Paar hatte zwei zweitere Söhne, Francis Louis (* 1922/23) und Anthony (* 1927/28).

## Schriften
- mit William Koren: French Reader. Holt, New York 1916.
- mit Louis Cons, Sidney Lawrence Levengood, W. U. Vreeland (Hrsg.): An Anthology of Seventeenth Century French Literature. Princeton University Press, Princeton 1928 (archive.org).
- mit Louis Cons, Sidney Lawrence Levengood, W. U. Vreeland, Ira O. Wade (Hrsg.): An Anthology of Eighteenth Century French Literature. Princeton University Press, Princeton 1930 (archive.org).
- The Spirit of Molière, an Interpretation. Hrsg.: Jean-Albert Bédé. Princeton University Press, Princeton 1940; Russell & Russell, New York 1965 (Einführung von Christian Gauss).
  - Justin O’Brien: Molière and the Spirit of France. Rezension. In: The New York Times. 2. Februar 1941, S. BR8 (nytimes.com).
  - H. Carrington Lancaster: The Spirit of Molière, an Interpretation. By Percy Addison Chapman [etc.] Rezension. In: Modern Language Notes. Band 56, Nr. 2, 1941, S. 150, doi:10.2307/2911527.